# Le Chaos en marche
Cet article concerne la série de romans. Pour le film, voir Chaos Walking (film).
Pour les articles homonymes, voir Le Chaos.
Le Chaos en marche (titre original : Chaos Walking) est une trilogie de romans de l'écrivain américain Patrick Ness. C'est une série de science-fiction pour jeunes adultes qui prend place dans un monde dystopique où tous les êtres vivants peuvent entendre les pensées des autres dans un flux d'images, de mots et de sons appelé le « Bruit ». Seules les femmes humaines sont « illisibles ». Le premier livre, La Voix du couteau (The Knife of Never Letting Go), est paru en 2008 en Grande-Bretagne ; le second, Le Cercle et la Flèche (The Ask and the Answer) en 2009 et le dernier, La Guerre du bruit (Monsters of Men) en 2010.
L'histoire se déroule sur « Nouveau Monde », une planète où des colons terriens se sont installés. Cette planète est aussi habitée par des autochtones, les « Spackles ». Le personnage principal du livre est Todd Hewitt, un orphelin de presque treize ans au début du premier tome, et qui est né à Prentissville, une ville de Nouveau Monde où il n'y a plus de femmes. Il va être amené à rencontrer Viola Eade, une colon qui était dans un vaisseau éclaireur qui s'est écrasé avec ses parents (qui sont morts), près de Prentissville.
La série a remporté de nombreux prix prestigieux, notamment le Booktrust Teenage Prize et le Guardian Award en 2008 pour le premier tome et la médaille Carnegie en 2011 pour La Guerre du bruit.
Une adaptation cinématographique a été réalisée et est sortie en janvier 2021.

## Histoire

### La Voix du couteau
Dans ce premier livre, l'histoire est racontée par Todd à la première personne du singulier, et aux temps du présent. Le style a la particularité de présenter de nombreuses fautes de syntaxe, grammaire et d'orthographe, pour donner l'impression que c'est réellement Todd qui raconte l'histoire.
Todd Hewitt habite à Prentissville. On lui a appris qu'ils étaient les derniers habitants de la planète, et que lors d'une guerre contre les Spackles, ceux-ci ont propagé un virus qui les a tué eux-mêmes, et toutes les femmes, et c'est à ce moment-là que serait apparu le Bruit. Il est le dernier enfant de son village, mais va bientôt avoir treize ans et devenir adulte. Lors d'une balade dans le marais, avec son chien Manchee, il entend du "silence", c'est-à-dire un endroit où l'on n'entend pas le Bruit. Il pense alors que ce silence provient d'un Spackle, il tente de garder le secret, mais ses pensées le trahissent et ce sont ses parents adoptifs, Cillian et Ben qui l'apprennent en premier. Ceux-ci ordonnent à Todd de s'enfuir loin du village, grâce à une carte et des notes de sa mère, pour qu'il échappe au maire, David Prentiss, qui voudra le poursuivre après cette découverte.
Lors de sa fuite, il rencontre pour la première fois une fille, Viola, et va découvrir qu'en réalité les femmes et les Spackles existent toujours. Leur objectif est alors d'échapper au maire Prentiss qui a formé une véritable armée et a pour volonté de les rattraper, ainsi que de coloniser toutes les villes de Nouveau Monde. Viola et Todd doivent atteindre Haven, la plus grande ville.

### Le Cercle et la Flèche
Dans ce livre, il y a deux narrateurs (en alternance avec les chapitres, sauf dans le dernier): Todd et Viola. Lorsque Todd et Viola arrivent à Haven, la principale ville de Nouveau Monde, ils découvrent que celle-ci est désormais aux mains de l'armée du maire (devenu "président") Prentiss. Ils sont séparés, enfermés, et entraînés malgré eux dans des factions opposées. Todd va devoir s'occuper, sous les ordres de président Prentiss et son fils, des Spackles qui ont tous été emprisonnés et rendus inoffensifs, excepté un, qui porte le numéro 1017 et qui est particulièrement agressif. Sous l'influence de Todd, les comportements de Prentiss et son fils vont changer: Président Prentiss va commencer à être impressionné par les capacités de Todd, et va lui apprendre à maîtriser son bruit, et Davy Prentiss va s'adoucir et éprouver de l'amitié envers Todd.
Viola, quant à elle, s'échappe de Haven, et est enrôlée dans l'organisation de Maîtresse Coyle, "la Flèche". Cette organisation terroriste a pour objectif de reprendre le contrôle de Haven en se débarrassant de l'armée de Maire Prentiss.
Au milieu du livre, tous les Spackles, excepté 1017 sont tués de façon mystérieuse. À la fin du tome 2, alors que Todd est sur le point de tuer Maire Prentiss, une gigantesque armée de Spackles arrive de l'autre bout de la planète, pour déclencher la guerre que Prentiss avait souhaitée en commettant un génocide des Spackles.

### La Guerre du bruit
L'histoire de ce tome est racontée par trois personnages, avec des styles d'écriture différents : Todd, Viola, et 1017.
Dans La guerre du bruit, une immense guerre éclate entre les humains et les Spackles. Todd est obligé de s'allier avec le Maire Prentiss pour assurer une victoire. Viola quant à elle accueille Bradley et Simone, deux éclaireurs qui ont atterri sur Nouveau Monde. Dans ce dernier tome, les personnages sont confrontés à des choix difficiles pour tenter de sauver leurs amis ou eux-mêmes: ainsi Todd et le maire se rapprochent de façon rapide, et il tente de résister au pouvoir que lui offre cette relation privilégiée. 1017, a rejoint son peuple et essaie de convaincre, par vengeance, son chef, "le Ciel", d'être sans pitié avec les humains. Maîtresse Coyle et le Président Prentiss sont obligés de former une alliance, et leurs stratégies militaires, ainsi que la puissance de leurs bombes leur permet de dominer la guerre contre les Spackles. 
Finalement, alors que la paix entre les Spackles et les humains est sur le point d'être rétablie, le père adoptif de Todd, Ben, réapparaît, et Todd délaisse alors le Maire, qui plonge dans une rage folle, kidnappe Todd, s'empare du vaisseau éclaireur et massacre des milliers de Spackles, dont le Ciel (auquel succède 1017). Un ultime combat par la pensée a lieu au bord de l'océan entre Prentiss et Todd, ce dernier remporte la victoire grâce à l'arrivée de Viola, et le Maire, s'avouant vaincu se jette dans les entrailles de l'océan, c'est à ce moment que 1017 arrive, et tue Todd par erreur, en l'ayant confondu avec Prentiss. Malgré cela la paix parvient à s'instaurer, et Todd est en réanimation tout comme Ben l'a été.

## Nouvelles
Patrick Ness a également écrit trois nouvelles situées dans l'univers du Chaos en marche. Elles sont disponibles gratuitement en téléchargement et sont également incluses dans les éditions de 2013 des romans de la trilogie.

### The New World
The New World est une préquelle à la trilogie, cette nouvelle a été publiée le 29 juin 2009, elle est censée être lue après La voix du couteau. Elle raconte le voyage de Viola et ses parents dans le vaisseau éclaireur (jusqu'à leur atterrissage forcé sur Nouveau Monde).

### The Wide, Wide Sea
Cette nouvelle publiée le 16 mai 2013 est destinée à être lue après Le Cercle et la flèche; l'histoire se déroule avant la guerre des Spackles, et parle de la relation entre un villageois et un adolescent Spackle.

### Snowscape
Publiée également le 16 mai 2013, elle est destinée à être lue juste après le dernier roman de la trilogie. Se déroulant après La Guerre du Bruit, elle raconte le voyage d'un groupe d'explorateurs colons se rendant au nord de la planète, le narrateur est Lee.

## Personnages
- Todd Hewitt est le personnage principal de la série. Il est obligé de fuir Prentissville après la découverte d'un « silence » dans le bruit. Élevé par ses parents de substitution, Ben et Cillian, Todd ne connaît toujours pas la véritable histoire de Prentissville jusqu'à la fin du premier livre. Au fil des romans, il est confronté à des choix moraux difficiles, et est connu comme «le garçon qui ne peut pas tuer." Il est surnommé "le Couteau".

- Viola Eade, née dans l'espace elle atterrit en catastrophe sur Nouveau Monde avec ses parents, au cours d'une mission de reconnaissance pour un groupe de nouveaux colons.  Elle rencontre Todd quand il détecte son silence (sur Nouveau Monde, les femmes n'ont pas le bruit) et ils finissent par voyager ensemble pour fui l'armée du maire Prentiss. Une profonde amitié se lie vite entre elle et Todd, mais à partir du tome 2, elle est séparée de lui, et rejoint, malgré elle, un groupe de terroriste "féministe".

- Manchee : Manchee est le chien de Todd. Il était un cadeau de Cillian pour le douzième anniversaire de Todd, ses pensées sont audibles à cause du Bruit. Il accompagne Todd lorsque celui-ci s'échappe de Prentissville, mais meurt tué par Aaron, le prêcheur de Prentissville, alors que Todd doit choisir entre lui laisser Viola ou son chien.

- 1017/Le Retour : C'est un Spackle qui a grandi comme domestique à Haven. Il est introduit dans Le Cercle et la Flèche. Fait prisonnier (comme tous les autres Spackle) par l'armée de maire Prentiss, 1017 ressent de la colère et de la haine, et la dirige vers Todd (connu de lui comme le Couteau). Lorsque tous les Spackles asservis par les hommes sont massacrés, il est le dernier survivant, et va amener tous les autres Spackles de Nouveau Monde[pas clair] à déclarer la guerre aux humains. Son surnom "1017" est le numéro qui a été marqué au fer rouge sur sa peau lorsqu'il était prisonnier. Auprès des Spackles, il est surnommé "Le Retour" car il est revenu du "monde" des humains pour demander au Ciel, le chef des Spackles, de leur déclarer la guerre.

- Maire Prentiss : Principal méchant de la série, il maîtrise parfaitement le Bruit, et réussit à dissimuler ses pensées ainsi qu'à contrôler les hommes, ce qui lui permet de former une armée pour coloniser la plupart des villes de Nouveau Monde, dont Haven, qu'il renomme" New Prentissville" ; il devient alors "président". Ne désirant que le chaos, il tue tous les Spackles, sauf un, pour déclencher une immense guerre. Il possède un fils, Davy Prentiss, mais il s'intéresse beaucoup aux pouvoirs psychiques de Todd, auquel il va transmettre sa maîtrise du Bruit, et qu'il va considérer comme son "vrai" fils.
- Maîtresse Coyle: Elle est la chef de l'organisation de la Flèche, et elle lutte activement, dans un camp loin de Haven, pour enlever au Président Prentiss son pouvoir. Elle utilise des calculs stratégiques, ainsi que des bombes pour parvenir à ses fins. C'est pour cela qu'elle est souvent désignée comme une "terroriste", et que Viola la déteste.

## Accueil
La trilogie a été très bien accueillie par la critique, et a reçu de nombreux prix littéraires.

### Récompenses
- Prix Guardian (2008) et le Booktrust Teenage Prize 2008 pour La voix du couteau
- Booktrust teenage prize (2008), Costa Book Award (2009) pour Le Cercle et la Flèche
- Carnegie Medal (2011) pour La guerre du bruit

## Adaptation cinématographique
Une adaptation du premier tome est dirigée par Doug Liman, avec Daisy Ridley et Tom Holland dans les rôles respectifs de Viola Eade et Todd Hewitt. Le film sort en janvier 2021.

### Concernant l'auteur
- Patrick Ness sur le site NooSFere

### ConcernantLa Voix du couteau
- « La Voix du couteau » sur le site NooSFere
- La Voix du couteau sur Babelio
- La Voix du couteau sur Ricochet
- La Voix du couteau sur Les lectures de Cachou

### ConcernantLe Cercle et la Flèche
- « Le Cercle et la Flèche » sur le site NooSFere

### ConcernantLa Guerre du bruit
- « La Guerre du bruit » sur le site NooSFere
- La Guerre du bruit sur Babelio